# ادی اشمید
ادی اشمید (انگلیسی: Edy Schmid; ۳ مهٔ ۱۹۱۱ – ۲۵ سپتامبر ۲۰۰۰) بازیکن هندبال اهل سوئیس بود.